# إيستلاين
إيستلاين (داكوتا الجنوبية) (بالإنجليزية: Estelline, South Dakota)‏ هي مدينة تقع في الولايات المتحدة في مقاطعة هاملين، داكوتا الجنوبية. يقدر عدد سكانها بـ 768 نسمة ومساحتها 2.46 كم2 وترتفع عن سطح البحر 504 متر.

## التركيبة السكانية
قام مكتب تعداد الولايات المتحدة بتحديد بيانات التركيبة السكانية لإيستلاينفي تعداد الولايات المتحدة. في ما يلي، التركيبة السكانية حسب تعدادي 2000 و2010.

### تعداد عام 2000
بلغ عدد سكان إيستلاين 675 نسمة بحسب تعداد عام 2000، وبلغ عدد الأسر 290 أسرة وعدد العائلات 173 عائلة مقيمة في المدينة. في حين سجلت الكثافة السكانية 703.8 نسمة لكل ميل مربع (271.7/كم2). وبلغ عدد الوحدات السكنية 311 وحدة بمتوسط كثافة قدره 324.3 نسمة لكل ميل مربع (125.2/كم2).
وتوزع التركيب العرقي للمدينة بنسبة 98.67% من البيض و 0.74% من الأمريكيين الأصليين و 0.15% من الأمريكيين ذوي الأصول الآسيوية و 0.44% من عرقين مختلطين أو أكثر.
بلغ عدد الأسر 290 أسرة كانت نسبة 24.1% منها لديها أطفال تحت سن الثامنة عشر تعيش معهم، وبلغت نسبة الأزواج القاطنين مع بعضهم البعض 53.8% من أصل المجموع الكلي للأسر، ونسبة 3.8% من الأسر كان لديها معيلات من الإناث دون وجود شريك، وكانت نسبة 40.3% من غير العائلات. تألفت نسبة 37.2% من أصل جميع الأسر من أفراد ونسبة 21.4% كانوا يعيش معهم شخص وحيد يبلغ من العمر 65 عاماً فما فوق. وبلغ متوسط حجم الأسرة المعيشية 2.82، أما متوسط حجم العائلات فبلغ 2.13.
بلغ العمر الوسطي للسكان 48 عاماً. وكانت نسبة 21.2% من القاطنين تحت سن الثامنة عشر، وكانت نسبة 3.9% بين الثامنة عشر والأربعة وعشرون عاماً، ونسبة 22.1% كانت واقعةً في الفئة العمرية ما بين الخامسة والعشرون حتى والأربعة وأربعون عاماً، ونسبة 18.5% كانت ما بين الخامسة والأربعون حتى الرابعة والستون، ونسبة 34.4% كانت ضمن فئة الخامسة والستون عاماً فما فوق. يوجد لكل 100 أنثى 91.8 ذكر، ويوجد لكل 100 أنثى في الثامنة عشر من عمرها فما فوق 84.7 ذكر.
بلغ متوسط دخل الأسرة في المدينة 27,679 دولار، أما متوسط دخل العائلة فبلغ 36,250 دولار. وكان متوسط دخل الذكور 28,393 دولار مقابل 22,222 دولار للإناث. وسجل دخل الفرد الخاص بالمدينة 14,967 دولار. وكانت نسبة 4.4% من العائلات ونسبة 12.7% من السكان تحت خط الفقر، وكان من هؤلاء نسبة 9.7% تحت سن الثامنة عشر ونسبة 22.2% في الخامسة والستين من العمر وما فوق.

### تعداد عام 2010
بلغ عدد سكان إيستلاين 768 نسمة بحسب تعداد عام 2010، وبلغ عدد الأسر 297 أسرة وعدد العائلات 189 عائلة مقيمة في المدينة. في حين سجلت الكثافة السكانية 808.4 نسمة لكل ميل مربع (312.1/كم2). وبلغ عدد الوحدات السكنية 321 وحدة بمتوسط كثافة قدره 337.9 لكل ميل مربع (130.5/كم2).
وتوزع التركيب العرقي للمدينة بنسبة 93.1% من البيض و 0.7% من الأمريكيين الأصليين و 1.0% من عرقين مختلطين أو أكثر.
بلغ عدد الأسر 297 أسرة كانت نسبة 30.0% منها لديها أطفال تحت سن الثامنة عشر تعيش معهم، وبلغت نسبة الأزواج القاطنين مع بعضهم البعض 47.5% من أصل المجموع الكلي للأسر، ونسبة 9.1% من الأسر كان لديها معيلات من الإناث دون وجود شريك، بينما كانت نسبة 7.1% من الأسر لديها معيلون من الذكور دون وجود شريكة وكانت نسبة 36.4% من غير العائلات. تألفت نسبة 31.3% من أصل جميع الأسر من أفراد ونسبة 15.8% كانوا يعيش معهم شخص وحيد يبلغ من العمر 65 عاماً فما فوق. وبلغ متوسط حجم الأسرة المعيشية 2.98، أما متوسط حجم العائلات فبلغ 2.40.
بلغ العمر الوسطي للسكان 40.9 عاماً. وكانت نسبة 25.8% من القاطنين تحت سن الثامنة عشر، وكانت نسبة 6.6% بين الثامنة عشر والأربعة وعشرون عاماً، ونسبة 21.7% كانت واقعةً في الفئة العمرية ما بين الخامسة والعشرون حتى والأربعة وأربعون عاماً، ونسبة 19% كانت ما بين الخامسة والأربعون حتى الرابعة والستون، ونسبة 26.8% كانت ضمن فئة الخامسة والستون عاماً فما فوق. وتوزع التركيب الجنسي للسكان بنسبة 47.3% ذكور و52.7% إناث.